# Cixius haupti
Cixius haupti är en insektsart som beskrevs av Dlabola 1949. Cixius haupti ingår i släktet Cixius och familjen kilstritar. Inga underarter finns listade i Catalogue of Life.